# Craig Warren
Craig Warren (8 maart 1964) is een golfprofessional uit Australië. Warren speelde op de Japan Golf Tour en heeft daar een overwinning behaald in 1994.

## Gewonnen
- 1994: Token Cup